# Atarés
Atarés es una localidad española perteneciente al municipio de Jaca, en la Jacetania, provincia de Huesca, Aragón.

## Toponimia
Aparece citado en la documentación histórica desde el año 570 como Atarés, Atarese, Ataresse, Atarasensem, Ateres, Atores, Atahres, Atheres y Attares.

## Demografía
| Gráfica de evolución demográfica de Atarés entre 1842 y 1960 |
| |
| Población de derecho según los censos de población del INE Población de hecho según los censos de población del INEEntre el censo de 1970 y el anterior, este municipio desaparece porque se integra en el municipio Jaca |

## Monumentos
- Torre del Boalar (o de los Moros), del siglo XVI.
- Iglesia con portada gótica, con capillas a San Julián, Santa Orosia y Santa Basilisa.

## Fiestas
- 8 de septiembre.